# ماريا كارلسون (لاعبة كرة قدم)
ماريا كارلسون (بالسويدية: Maria Karlsson)‏ هي لاعبة كرة قدم سويدية، ولدت في 14 مايو 1983 في Sturefors ‏ في السويد. شاركت مع منتخب السويد لكرة القدم للسيدات. أما مع النوادي، فقد لعبت مع لينكوبينج.